# Commersonia gilva
Commersonia gilva är en malvaväxtart som beskrevs av C.F.Wilkins. Commersonia gilva ingår i släktet Commersonia och familjen malvaväxter. Inga underarter finns listade i Catalogue of Life.